# Peyronellaea
Peyronellaea Goid. – dawniej rodzaj grzybów z rodziny Didymellaceae. Według aktualnej klasyfikacji Index Fungorum jest to synonim rodzaju Phoma i Didymella.

## Systematyka i nazewnictwo
Pozycja w klasyfikacji według Index Fungorum:  Peyronellaea, Didymellaceae, Pleosporales, Pleosporomycetidae, Dothideomycetes, Pezizomycotina, Ascomycota, Fungi.

## Morfologia
Grzyby mikroskopijne tworzące na powierzchni porażonych roślin, lub zanurzone w ich tkankach, kuliste lub niemal kuliste pyknidia. Tworzą się one pojedynczo, lub w grupach i mają ściany zbudowane z 2-8 pseudoparenchymatycznych komórek, przy czym 2 lub 3 komórki tworzące warstwę zewnętrzną są brunatne lub oliwkowe, pozostałe są bezbarwne. Komórkami konidiotwórczymi są hialinowe, gładkie, proste, beczkowate lub ampułowate monofialidy. Powstają na nich bezpłciowo cienkościenne, gładkie, jedno lub dwukomórkowe konidia o cylindrycznym, lub elipsoidalnym kształcie. Zazwyczaj są bezbarwne, ale w starszych koloniach mogą się wybarwić. Niektóre gatunki tworzą pseudotecja, w których na drodze płciowej powstają askospory. Pseudotecja mają niemal kulisty kształt, a tworzące się w nich worki cylindryczny lub maczugowaty. W workach powstaje po 8 dwukomórkowych, elipsoidalnych askospor. Górna komórka askospory jest większa.

## Niektóre gatunki
- Peyronellaea alectorolophi (Rehm) Aveskamp, Gruyter & Verkley 2010
- Peyronellaea arachidicola (Khokhr.) Aveskamp, Gruyter & Verkley 2010
- Peyronellaea calorpreferens (Boerema, Gruyter & Noordel.) Aveskamp, Gruyter & Verkley 2010
- Peyronellaea cincta (Berk. & M.A. Curtis) Goid. 1952
- Peyronellaea combreti Crous 2014
- Peyronellaea consors (Schulzer & Sacc.) Goid. 1952
- Peyronellaea fictilis (Delacr.) Goid. 1952
- Peyronellaea obtusa (Fuckel) Aveskamp, Gruyter & Verkley 2010
- Peyronellaea pinodes (Berk. & A. Bloxam) Aveskamp, Gruyter & Verkley 2010
- Peyronellaea zeae-maydis (Mukunya & Boothr.) Aveskamp, Gruyter & Verkley 2010

Nazwy naukowe na podstawie Index Fungorum.

## Znaczenie
Saprotrofy i pasożyty roślin. Niektóre wywołują choroby roślin uprawnych. Np. P. pinodes wywołuje zgorzelową plamistość grochu, a P. zeae-maydis zgorzelową plamistość kukurydzy.